# Ås (Gislaved)
Ås is een plaats in de gemeente Gislaved in het landschap Småland en de provincie Jönköpings län in Zweden. De plaats heeft 146 inwoners (2000) en een oppervlakte van 41 hectare.